# Druk
Druk (em inglês: Another Round, bra: Druk - Mais uma Rodada, pt: Mais Uma Rodada) é um filme de comédia dramática dinamarquês de 2020, dirigido por Thomas Vinterberg, com roteiro escrito por Vinterberg e Tobias Lindholm. É estrelado por Mads Mikkelsen, Thomas Bo Larsen, Magnus Millang e Lars Ranthe e segue a rotina de um grupo de amigos que decidem testar a teoria de que serão mais felizes bêbados.
Teve sua estreia mundial no Festival Internacional de Cinema de Toronto em 12 de setembro de 2020. Foi lançado na Dinamarca em 24 de setembro de 2020 pela Nordisk Film e foi exibido no Adelaide Film Festival em outubro de 2020. Foi selecionado como o representante dinamarquês ao Oscar de melhor filme internacional no Oscar 2021. Em 25 de abril, Druk levou o troféu de Melhor Filme Internacional no Oscar 2021. 
Devido a crise nos cinemas com a pandemia de COVID-19 no Brasil, a distribuidora Vitrine Filmes e a Synapse Distribution lançaram o filme simultaneamente no streaming e nos cinemas em março de 2021, e no mês seguinte iniciaram a pré-venda da edição limitada em blu-ray do filme, que foi lançada em 16 de julho de 2021 na Versátil Home Vídeo. Posteriormente, foi colocada na mesma loja pela distribuidora uma tiragem limitada do filme em DVD. Druk foi exibido na edição especial do Festival do Rio que foi apresentada na plataforma de streaming do Telecine e no Telecine Cult da Rede Telecine no dia 17 de julho de 2021.

## Elenco
- Mads Mikkelsen como Martin
- Thomas Bo Larsen como Tommy
- Lars Ranthe como Peter
- Magnus Millang como Nikolaj
- Maria Bonnevie como Anika
- Susse Wold como Rektor

## Produção
O filme foi baseado em uma peça que Vinterberg escreveu enquanto trabalhava no Burgtheater, em Viena. A inspiração adicional veio da própria filha de Vinterberg, Ida, que contou histórias sobre a cultura da bebida na juventude dinamarquesa.  Ida originalmente pressionou Vinterberg para adaptar a peça em um filme, e ela foi escalada para interpretar a filha de Martin (Mads Mikkelsen). A história era originalmente "Uma celebração do álcool baseada na tese de que a história mundial teria sido diferente sem o álcool".No entanto, quatro dias após as filmagens, Ida morreu em um acidente de carro. Após a tragédia, o roteiro foi retrabalhado para se tornar mais afirmativo da vida. “Não se trata apenas de beber. Trata-se de ser despertado para a vida”, afirmou Vinterberg. Tobias Lindholm atuou como diretor na semana seguinte ao acidente. O filme foi dedicado a Ida, e foi parcialmente filmado em sua sala de aula com seus colegas.
Durante a produção, os quatro atores principais e Vinterberg se encontravam para beber apenas o suficiente para se livrar do constrangimento um na frente do outro. Eles também assistiam pessoas bêbadas no YouTube para entender melhor como agiam completamente embriagadas agiriam.

## Recepção
O filme detém 93% de aprovação no Rotten Tomatoes, com base em 126 críticas. O consenso crítico do site afirma: "Pegue uma parte da tragicomédia habilmente dirigida, acrescente uma pitada de Mads Mikkelsen na forma vintage e você tem Druk - uma visão inebriante das crises de meia-idade". No Metacritic, o filme teve uma pontuação média ponderada de 81 de 100, com base em 26 críticas, indicando "aclamação universal".

## Trilha-sonora
A trilha-sonora do filme está disponível nas plataformas de streaming. A música da cena final se chama "What A Life", do trio dinamarquês Scarlet Pleasure. Passava das 1,3 milhões de visualizações no YouTube em abril de 2021. A trilha-sonora ainda conta com músicas como Cissy Strut (The Meters), That Old Feeling (Louis Armstrong), Sick Love (Red Hot Chili Peppers), You Send Me (Aretha Franklin), entre outras. 